# Ázerbájdžánská reprezentace ve fotbale amputovaných
Ázerbájdžánská reprezentace ve fotbale amputovaných reprezentuje Ázerbájdžán mezinárodních turnajích ve fotbale amputovaných. V roce 2024 se zúčastnila mistrovství Evropy.
Současnou sestavu týmu tvoří především hráči, kteří byli amputováni v důsledku výbuchu miny. 

## Historie
V roce 2023 se tým zúčastnil Ligy národů a hrál proti reprezentacím Nizozemska, Skotská, Albánie a Kosova. Kvalifikoval se na Mistrovství Evropy 2024. Hrál skupinu C proti Turecku, Irsku a Izraeli. Prohrál s Irskem (0:1), Tureckem (1:12) a remízoval a Izraelem (1:1).